# Nati nel 1275
| Questa pagina contiene informazioni ricavate automaticamente dalle voci biografiche con l'ausilio del template Bio e di un bot. L'aggiornamento è periodico e automatico e ricostruisce completamente la pagina. Se manca una persona in questa lista, sei pregato di non aggiungerla, ma accertati piuttosto che la sua voce biografica contenga il template Bio e che i dati anagrafici siano correttamente compilati. Se il template Bio manca, inseriscilo tu stesso o, in alternativa, metti l'avviso {{tmp\|Bio}} che ne segnala la mancanza. Se i dati riportati sono sbagliati, correggi direttamente la voce biografica; le modifiche saranno visibili in questa lista entro pochi giorni. Per chiarimenti vedi il progetto biografie. La lista contiene solo le 20 persone che sono citate nell'enciclopedia e per le quali è stato implementato correttamente il template Bio. Pagina aggiornata al 10 ago 2025. |

- 18 agosto - Bartholomew de Badlesmere, nobile e militare britannico († 1322)
- 11 settembre - Margherita d'Inghilterra, principessa inglese († 1318)
- 27 settembre - Giovanni II di Brabante, duca († 1312)
- Walter Burley, filosofo e logico inglese († 1345)
- Eleonora di Bretagna, nobildonna e religiosa inglese († 1342)
- Enrico VII di Lussemburgo, sovrano († 1313)
- Gasan Joseki, maestro zen giapponese († 1366)
- Giovanni Attuario, medico e scrittore bizantino († 1328)
- Goro di Gregorio, scultore italiano († 1335)
- Jón Halldórsson, vescovo cattolico norvegese († 1339)
- Marsilio da Padova, filosofo e scrittore italiano († 1342)
- John de Menteith, nobile scozzese († 1329)
- Eberhard von Monheim, tedesco
- Costanza Morosini, nobildonna italiana († 1324)
- Pietro di Aragona, principe († 1296)
- Bona di Savoia, principessa († 1300)
- Agostino Trionfi, teologo e scrittore italiano († 1328)
- Gueraula de Codines, medico spagnolo († 1340)
- Mondino dei Liuzzi, anatomista italiano († 1326)
- Guido di Lusignano, cavaliere medievale francese († 1304)